# Ballon d'or 1982
Navigation
Édition précédente Édition suivante
Le Ballon d'or 1982 est un prix donné au meilleur joueur européen de football de l'année 1982. Il est attribué à l'Italien Paolo Rossi qui évolue à la Juventus de Turin.

## Classement
| Rang | Joueur                | Équipe                        | Votes | Votes | Votes | Votes | Votes | Votes | Points |
| Rang | Joueur                | Équipe                        | 1er   | 2e    | 3e    | 4e    | 5e    | Total | Points |
| ---- | --------------------- | ----------------------------- | ----- | ----- | ----- | ----- | ----- | ----- | ------ |
| 1er  | Paolo Rossi           | Juventus                      | 21    | 1     | 2     |       |       | 24    | 115    |
| 2e   | Alain Giresse         | Girondins de Bordeaux         |       | 8     | 6     | 5     | 4     | 23    | 64     |
| 3e   | Zbigniew Boniek       | Widzew Łódź / Juventus        |       | 7     | 5     | 4     | 2     | 18    | 53     |
| 4e   | Karl-Heinz Rummenigge | Bayern Munich                 |       | 7     | 4     | 4     | 3     | 18    | 51     |
| 5e   | Bruno Conti           | AS Rome                       | 5     |       | 5     | 4     |       | 14    | 48     |
| 6e   | Rinat Dasaev          | Spartak Moscou                |       | 1     |       | 4     | 5     | 10    | 17     |
| 7e   | Pierre Littbarski     | 1. FC Cologne                 |       | 1     | 1     | 1     | 1     | 4     | 10     |
| 8e   | Dino Zoff             | Juventus                      |       |       | 2     | 1     | 1     | 4     | 9      |
| 9e   | Michel Platini        | Saint-Étienne / Juventus      |       |       |       | 1     | 3     | 4     | 5      |
| 10e  | Bernd Schuster        | FC Barcelone                  |       | 1     |       |       |       | 1     | 4      |
| 11e  | Giancarlo Antognoni   | Fiorentina                    |       |       | 1     |       |       | 1     | 3      |
| 12e  | Bruno Pezzey          | Eintracht Francfort           |       |       |       | 1     |       | 1     | 2      |
|      | Gaetano Scirea        | Juventus                      |       |       |       | 1     |       | 1     | 2      |
|      | Éric Gerets           | Standard de Liège             |       |       |       |       | 2     | 2     | 2      |
| 15e  | Paul Breitner         | Bayern Munich                 |       |       |       |       | 1     | 1     | 1      |
|      | Torbjörn Nilsson      | IFK Göteborg / Kaiserslautern |       |       |       |       | 1     | 1     | 1      |
|      | Walter Schachner      | Cesena                        |       |       |       |       | 1     | 1     | 1      |
|      | Marco Tardelli        | Juventus                      |       |       |       |       | 1     | 1     | 1      |
|      | Marius Trésor         | Girondins de Bordeaux         |       |       |       |       | 1     | 1     | 1      |